# Liste der Baudenkmale in Zeschdorf
In der Liste der Baudenkmale in Zeschdorf sind alle denkmalgeschützten Bauten der brandenburgischen Gemeinde Zeschdorf und ihrer Ortsteile aufgelistet. Grundlage ist die Veröffentlichung der Landesdenkmalliste mit dem Stand vom 31. Dezember 2021.

## Baudenkmale in den Ortsteilen
In den Spalten befinden sich folgende Informationen:
- ID-Nr.: Die Nummer wird vom Brandenburgischen Landesamt für Denkmalpflege vergeben. Ein Link hinter der Nummer führt zum Eintrag über das Denkmal in der Denkmaldatenbank. In dieser Spalte kann sich zusätzlich das Wort Wikidata befinden, der entsprechende Link führt zu Angaben zu diesem Denkmal bei Wikidata.
- Lage: die Adresse des Denkmales und die geographischen Koordinaten. Link zu einem Kartenansichtstool, um Koordinaten zu setzen. In der Kartenansicht sind Denkmale ohne Koordinaten mit einem roten beziehungsweise orangen Marker dargestellt und können in der Karte gesetzt werden. Denkmale ohne Bild sind mit einem blauen bzw. roten Marker gekennzeichnet, Denkmale mit Bild mit einem grünen beziehungsweise orangen Marker.
- Bezeichnung: Bezeichnung in den offiziellen Listen des Brandenburgischen Landesamtes für Denkmalpflege. Ein Link hinter der Bezeichnung führt zum Wikipedia-Artikel über das Denkmal.
- Beschreibung: die Beschreibung des Denkmales
- Bild: ein Bild des Denkmales und gegebenenfalls einen Link zu weiteren Fotos des Baudenkmals im Medienarchiv Wikimedia Commons

### Döbberin
| ID-Nr.                           | Lage                                          | Bezeichnung                                                       | Beschreibung | Bild                |
| -------------------------------- | --------------------------------------------- | ----------------------------------------------------------------- | --- | ------------------- |
| 09181143                         | Döbberiner Hauptstraße / Lietzener Weg (Lage) | Dorfkirche mit Grabmalen auf dem Kirchhof und Kirchhofeinfriedung | Die Kirche ist ein romanisierter Backsteinbau, der vermutlich im 16. oder 17. Jahrhundert entstand. 1779 kam der Westturm hinzu; 1905 erfolgte eine Sanierung des Bauwerks. Im Innern befindet sich unter anderem eine Orgel von Wilhelm Sauer aus dem Jahr 1875. | weitere Bilder      |
| 09181144 Teilobjekt zu: 09181143 | Döbberiner Hauptstraße / Lietzener Weg (Lage) | Orgel                                                             | Die Orgel hat Wilhelm Sauer um 1876 erbaut. | BW                  |
| Teilobjekt zu: 09181143          | Döbberiner Hauptstraße / Lietzener Weg (Lage) | Grabmal & Grabkreuz                                               | | Grabmal & Grabkreuz |

### Hohenjesar
| ID-Nr.                           | Lage   | Bezeichnung                                                                                        | Beschreibung                                              | Bild                                                           |
| -------------------------------- | ------ | -------------------------------------------------------------------------------------------------- | --------------------------------------------------------- | -------------------------------------------------------------- |
| 09180261                         | (Lage) | Dorfkirche und Kirchhof mit Bethaus, Erbbegräbnis Burgsdorff und zwei klassizistischen Grabsteinen |                                                           | weitere Bilder                                                 |
| 09181546 Teilobjekt zu: 09180261 | (Lage) | Friedhofskapelle / Kapelle                                                                         | Die Kapelle wurde 1921 erbaut.                            | BW                                                             |
| 09181292 Teilobjekt zu: 09180261 | (Lage) | Erbbegräbnis                                                                                       | Das Erbbegräbnis ist der Familie von Burgsdorff gewidmet. | BW                                                             |
| 09180786                         | (Lage) | Schlosszufahrt mit vier Obelisken, in Höhe des Kirchhofportals                                     |                                                           | Schlosszufahrt mit vier Obelisken, in Höhe des Kirchhofportals |
| 09181866 Teilobjekt zu: 09180786 | (Lage) | Torpfeiler                                                                                         |                                                           | BW                                                             |

### Petershagen
| ID-Nr.                           | Lage                | Bezeichnung                                   | Beschreibung | Bild           |
| -------------------------------- | ------------------- | --------------------------------------------- | --- | -------------- |
| 09180605                         | B 5 (Lage)          | Viertelmeilenstein, zwischen km 18,2 und 18,3 | | BW             |
| 09180604 Wikidata                | Hinterstraße (Lage) | Dorfkirche                                    | Die evangelische Kirche wurde im Jahre 1910 errichtet. Der Turm ist vom Vorgängerbau und wurde 1897 erbaut. Der Kanzelaltar stammt aus dem Jahr 1718, ursprünglich stammt der Altar aus der Schlosskirche in Berlin-Friedrichsfelde. | weitere Bilder |
| 09181099 Teilobjekt zu: 09180604 | Hinterstraße (Lage) | Orgel                                         | Hersteller der Orgel war im Jahr 1883 die Fa. Sauer. | BW             |